# تونس في الألعاب البارالمبية الصيفية 2012
شاركت تونس في الألعاب البارالمبية الصيفية لندن 2012, وهي المشاركة السابعة في تاريخها منذ سنة 1988 وثاني أبرز مشاركة لها في الألعاب بعد بيجين 2008 حيث اختتمت الدورة ب 19 ميدالية; 9 ذهبية، 5 فضية و5 برونزية. بهذه النتيجة تحتل تونس مجددا صدارة الترتيب على الصعيدين العربي والإفريقي.

## الميداليات
فازت تونس بكافة ميدالياتها في منافسات ألعاب القوى وأنهت الدورة في المرتبة الخامسة في هذا الاختصاص.
تميز في هذه الدورة الرياضيين عبد الرحيم زهيو حيث فاز بمفرده بأربعة ميداليات نصفها ذهبية وميدالية فضية ورابعة برونزية. كما فاز وليد كتيلة بمفرده بميداليتين ذهبيتين في سباقات 200 متر في إختصاصT34.

### الميداليات الذهبية

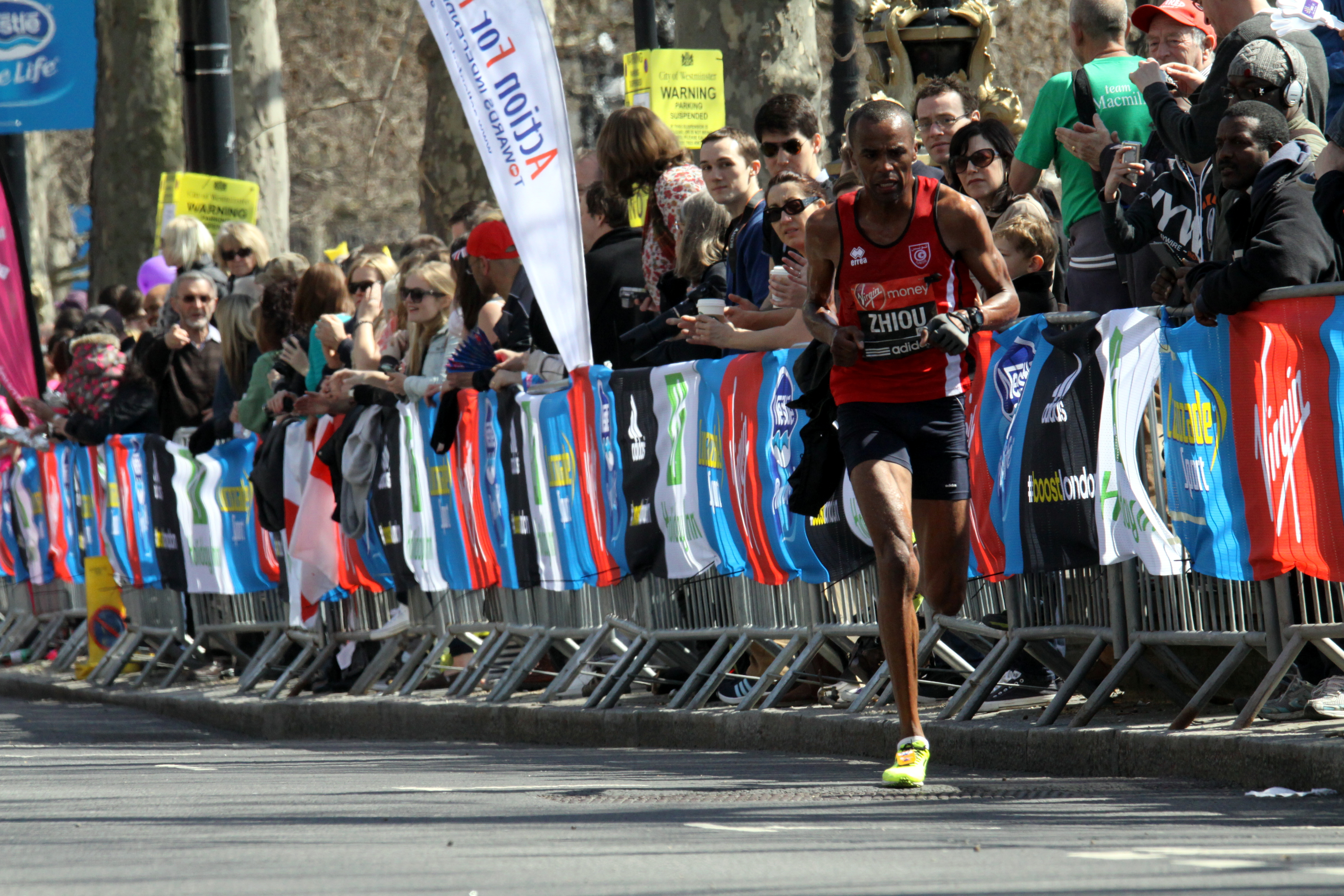
عبد الرحيم زهيو أثناء مشاركته في مارطون لندن 2012

| الميدالية | الاسم           | الرياضة     | الاختصاص  | التاريخ  |
| --------- | --------------- | ----------- | --------- | -------- |
| ذهبية     | روعة التليلي    | ألعاب القوى | رمي القرص | 6 سبتمبر |
| ذهبية     | ندى الباهي      | ألعاب القوى | 400م T37  | 1 سبتمبر |
| ذهبية     | مروى براهمي     | ألعاب القوى | دفع الجلة | 1 سبتمبر |
| ذهبية     | محمد فرحات شيدة | ألعاب القوى | 400م T38  | 3 سبتمبر |
| ذهبية     | وليد كتيلة      | ألعاب القوى | 100م T34  | 8 سبتمبر |
| ذهبية     | وليد كتيلة      | ألعاب القوى | 200م T34  | 4 سبتمبر |
| ذهبية     | عبد الرحيم زهيو | ألعاب القوى | 1500م T13 | 4 سبتمبر |
| ذهبية     | عبد الرحيم زهيو | ألعاب القوى | 800م T12  | 5 سبتمبر |
| ذهبية     | محمود الخالدي   | ألعاب القوى | 400م T12  | 6 سبتمبر |

### الميداليات الفضية
| الميدالية | الاسم           | الرياضة     | الاختصاص  | التاريخ   |
| --------- | --------------- | ----------- | --------- | --------- |
| فضية      | روعة التليلي    | ألعاب القوى | رمي القرص | 31 سبتمبر |
| فضية      | هنية العايدي    | ألعاب القوى | رمي الرمح | 5 أوت     |
| فضية      | محمد الشرمي     | ألعاب القوى | 800م T37  | 1 سبتمبر  |
| فضية      | سمية بوسعيد     | ألعاب القوى | 400م T13  | 3 سبتمبر  |
| فضية      | عبد الرحيم زهيو | ألعاب القوى | 5000م T12 | 3 سبتمبر  |

### الميداليات البرونزية
| الميدالية | الاسم           | الرياضة     | الاختصاص   | التاريخ  |
| --------- | --------------- | ----------- | ---------- | -------- |
| برونزية   | ندى الباهي      | ألعاب القوى | 100م T37   | 2 سبتمبر |
| برونزية   | عبد الرحيم زهيو | ألعاب القوى | 10000م T12 | 2 سبتمبر |
| برونزية   | محمد الشرمي     | ألعاب القوى | 1500م T37  | 3 سبتمبر |
| برونزية   | ممحمد الزمزمي   | ألعاب القوى | رمي القرص  | 6 سبتمبر |
| برونزية   | مروى براهمي     | ألعاب القوى | دفع الجلة  | 6 سبتمبر |

## الرياضيين المشاركين
شاركت تونس في هذه الدورة ب 18 رياضي و13 رياضية.
رجال
| - محمد فرحات شيدة - وليد كتيلة - عبد الرحيم زهيو - محمد الشرمي - محمد علي كريد | - محمود الخالدي - فوزي رزيق - محمد الفوزاعي - عباس سعيدي - محمد علي الفطناسي | - فيصل العثماني - محمد عمارة - سفيان الماجري - حمدي الورفلي - مراد العيدودي | - أحمد العوادي - حاتم نصرالله - محمد الزمزمي |

نساء
| - سمية بوسعيد - روعة التليلي - هنية العايدي - مروى براهمي | - ندى الباهي - فضيلة النفاتي - سنية منصور - يسرى بن جمعة | - ضحى شلحي - ربيعة بالحاج أحمد - سعيدة النايلي - بشرى رزوقة | - عايدة النايلي |

## أرقام قياسية
- فاز وليد كتيلة بالميدالية الذهبية في سباقات 200 متر اختصاص T34 في توقيت قياسي عالمي وهو 27.98.
- كما حقق رقم قياسي بارالمبي وهو 15.95 عند فوزه بالميدالية الذهبية اختصاص 100 متر، ليحطم بذلك رقمه القياسي العالمي السابق في نفس الاختصاص في توقيت 15.69 ثانية والذي فاز به في جانفي 2012 في مدينة الكويت[5] ويكون بذلك صاحب الرقمين القياسيين العالمي والبارالمبي.

## مواضيع ذات صلة
- تونس في الألعاب الأولمبية الصيفية 2012
- تونس في الألعاب البارالمبية
- عبد الرحيم زهيو

## وصلات خارجية
- الموقع الرسمي لندن 2012 نسخة محفوظة 28 فبراير 2013 at the UK Government Web Archive